# Jagdpavillon Oberschleißheim

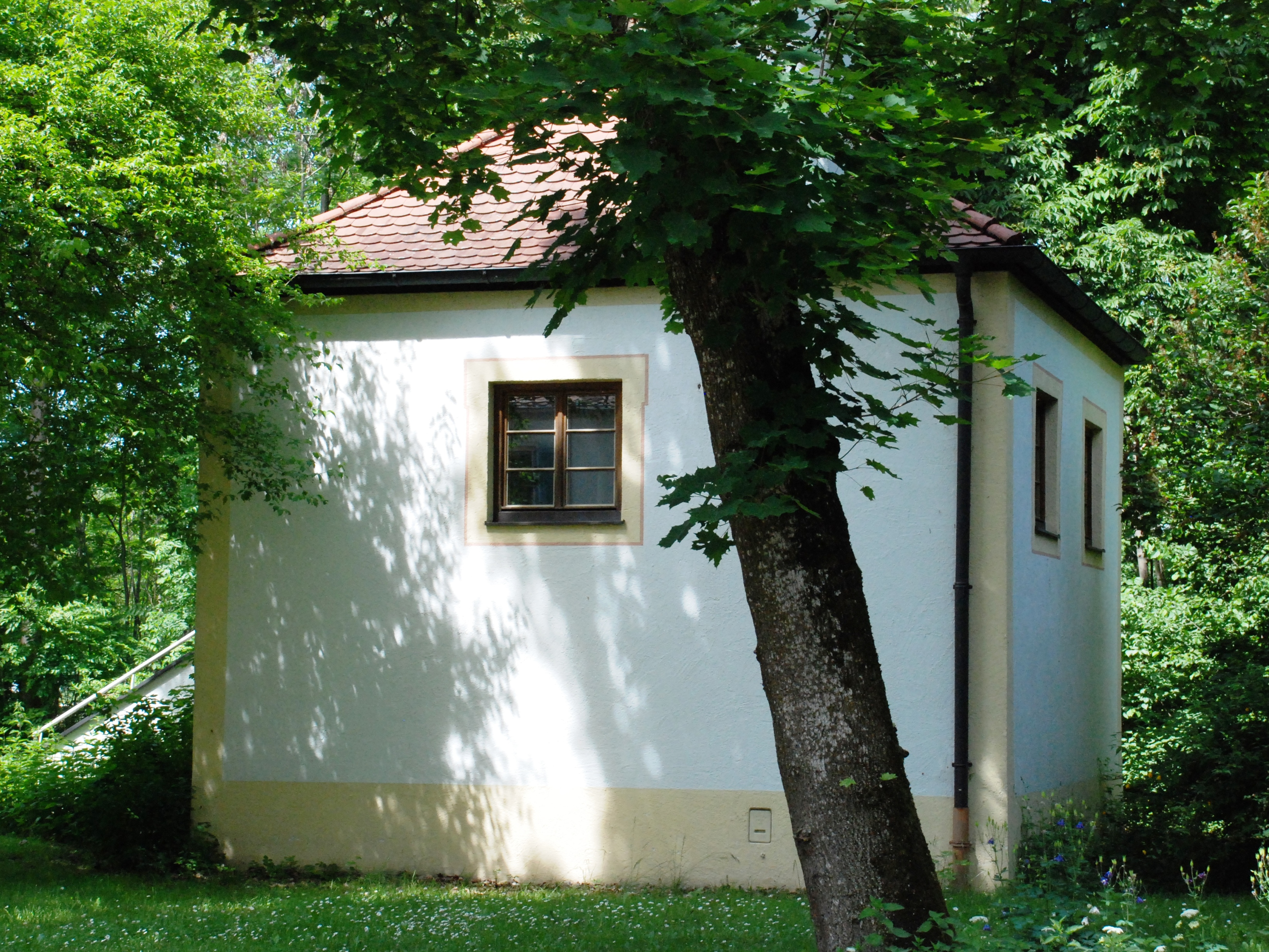
Jagdpavillon Oberschleißheim

Der Jagdpavillon Oberschleißheim ist ein ehemaliger Jagdpavillon der Schlossanlage Schleißheim. Er steht unter Denkmalschutz.

## Beschreibung
Das Gebäude steht 900 Meter westlich vom Alten Schloss Schleißheim, in der Nähe der abgegangenen Margarethenklause. Es stammt wahrscheinlich im Kern aus dem 16. Jahrhundert; um 1760 wurde es umgebaut.  
Der Pavillon ist ein verputzter eingeschossiger Walmdachbau über einem hohen Sockelgeschoss mit Treppenvorbau und einer Kaminöffnung.